# أكينوبو هيراناكا
أكينوبو هيراناكا (باليابانية: 平仲明信) هو ملاكم ياباني يصنف ضمن فئة وزن خفيف الوسط. حقق بطولة رابطة الملاكمة العالمية. شارك في دورة الألعاب الأولمبية الصيفية سنة 1984.

## إحصائيات
خاض خلال مسيرته 22 نزالا، فاز في 20 ولم يتعادل وخسر في 2. فاز بالضربة القاضية في 18 نزالا.

## روابط خارجية
- أكينوبو هيراناكا على موقع بوكس ريك (الإنجليزية) (registration required)
- أكينوبو هيراناكا على موقع أوليمبيديا (الإنجليزية)